# Domaine de Gornitsy
Le domaine de Gornitsy (en russe : Усадьбы Горницы) est un domaine situé dans la localité de Gornitsy dans le raïon de Kouvchinovo de l'oblast de Tver, en Russie européenne. Il est inscrit la liste indicative du patrimoine mondial depuis février 2023.

## Histoire
Le domaine existe depuis au moins le début du XVIIe siècle. En 1798-1795, Nikolaï Lvov érige une église dédiée à Notre-Dame-de-Vladimir et une chapelle dans l'église. L'église est particulière car son clocher est au sud, alors qu'il est d'usage de le mettre à l'ouest. Depuis la révolution, il est à l'abandon.

## Patrimonialité
L'édifice est classé dans la liste de l'héritage patrimonial de la Russie d'importance fédérale sous le no 691620585560006 depuis 1974. Le domaine fait partie du site intitulé « Centre-ville historique de Torjok et propriétés de campagne conçues par Nikolaï Lvov », inscrit par le gouvernement russe le 13 février 2023 sur la liste indicative du patrimoine mondial de l'Unesco,.